# 平塚潤
平塚 潤（ひらつか じゅん、1969年（昭和44年）1月8日 - ）は、日本のスポーツ科学者、陸上競技元選手・現指導者で、専門種目は長距離走、駅伝及びマラソン。1993年世界陸上シュトゥットガルト大会男子10000m代表・1994年広島アジア競技大会男子10000m銀メダリスト。
2001年から2009年まで、城西大学駅伝部の監督を担当。城西大学理学部助手、同経営学部助専任講師、助教を経て2010年より准教授。

## 来歴・人物
茨城県東茨城郡城里町出身。水戸工業高校から日本体育大学へ進学し、体育学部体育学科卒業、同大学大学院体育科学研究科修了。エスビー食品陸上競技部に10年間在籍し、2001年度より城西大学男子駅伝部監督に就任。ヱスビー食品で同僚であった櫛部静二はコーチに就任した。
2009年から監督の襷を櫛部静二に渡し、駅伝部など陸上関係クラブを統括する同大学陸上部総監督を務めている。2024年現在、同大学硬式野球部部長。
公式プロフィール上では抱負として『選手での経験や監督の立場においての指導経験やアドバイスを市民ランナーに伝えて行きたいと思っています。私自身も、選手に負けないよう走り続けます』などと語っている。

## 選手時代
正月恒例の箱根駅伝では、第64・66・67回に出場。1993年8月にはドイツ・シュトゥットガルトで行われた世界陸上大会で10000mに出場したが29分12秒22で予選落ちした。
翌1994年6月、日本選手権5000mでは3位（4位は高尾憲司）。1996年6月のアトランタ五輪選考会の日本選手権10000mでは5位になり3位まで入れず選考落ちした（4位はA・ニジガマ、6位はS・マヤカ）。いずれの2レースとも、カネボウの高岡寿成vs花田勝彦・渡辺康幸・平塚らエスビー食品勢の強烈なデッドヒートが繰り広げられた。5000mでは、ラスト800mで花田がスパートを仕掛け、追う高岡を平塚がラスト250mでかわし抑え込む形となり花田が高岡に競り勝ち優勝。10000mでは、平塚・渡辺をかわした高岡が、花田をラスト100mでかわして優勝した。
1994年10月の広島アジア競技大会男子10000mでは、優勝した高岡寿成に続いて2位に入り銀メダルを獲得、同種目で日本人同士のワンツーフィニッシュを達成した。

### 自己ベスト記録
- 3000m　7分55秒15
- 5000m　13分26秒80
- 10000m　27分55秒15
- ハーフマラソン　1時間2分40秒
- 30Km　1時間30分49秒
- マラソン　2時間10分51秒

### 賞歴
| 大会名                               | 順位   | 備考                          |
| ------------------------------------ | ------ | ----------------------------- |
| 全日本インターカレッジ 10,000m       | 優勝   |                               |
| 全日本大学駅伝                       | 優勝   | 6区 - 区間新 2区 - 区間賞     |
| 国際千葉駅伝                         | 準優勝 | 日本代表4回・1 - 3区、5区出場 |
| 1994年アジア競技大会（広島） 10,000m | 準優勝 | 優勝は同日本代表の高岡寿成    |
| 1993年 青梅マラソン                  | 優勝   | 1時間30分57秒                 |
| 1997年 ニューイヤー駅伝              | 準優勝 | 1 - 2区・6区で区間賞          |
| 2016年 新宿シティハーフマラソン      | 優勝   | 1時間9分42秒                  |

### マラソン全成績
| 年月       | 大会                 | 順位 | 記録          | 備考                     |
| ---------- | -------------------- | ---- | ------------- | ------------------------ |
| 1994年2月  | 東京国際マラソン     | DNF  | 途中棄権      | 初マラソン               |
| 1995年2月  | 別府大分毎日マラソン | 10位 | 2時間16分51秒 |                          |
| 1995年12月 | 福岡国際マラソン     | 8位  | 2時間10分51秒 | マラソン自己ベスト記録   |
| 1996年12月 | 福岡国際マラソン     | 53位 | 2時間25分52秒 |                          |
| 2010年4月  | 長野マラソン         | -位  | 3時間13分46秒 | ペースランナーとして出走 |

## 監督時代
2001年に、城西大学男子駅伝部創部と同時に監督として就任し、3年で箱根駅伝に出場させる。2005年の箱根駅伝では、1区の森田も、2区の田上も善戦し、5位になったが、往路は9位で箱根の山を登った。3日の復路は、9区の川崎がシード権争いをし、茶の間の城西応援者を釘付けにした。結果は15位であった。また8月、田上貴之をトルコのイズミールで開催されたユニバーシアード競技大会のハーフマラソンに日本代表として出場させ、銀メダル獲得に平塚は貢献した。2006年の箱根駅伝は10区の高岡が頑張り、一度は東洋大と日体大を抜いて9位になったが、最後に両校に抜かれ、10秒差でシード権に手が届かなかったが、高岡に区間賞を取らせるなど、平塚の指導力が見られた。2007年も11位。2008年の箱根駅伝は大東大、順天堂、東海大が棄権するなど大波乱の年で、3回連続で11位になったが、1区の佐藤と10区の永岩が区間賞を取り、監督車から大声で指導している平塚に応える形になった。10月の箱根駅伝予選会では田中2位、高橋4位で城西大チームはトップ通過となり初めての快挙であった。2009年の第85回箱根駅伝では8区で途中棄権となり襷が途切れ、城西大応援者を落胆させたが、9区の伊藤一行は区間最速で幻の区間賞を獲り、平塚の日頃の指導に応えることになった。2009年に男子駅伝部と陸上競技部を統括する陸上部が出来、総監督となった。2010年1月の箱根駅伝で、城西大学は6位で悲願のシード権を獲得出来たが、選手は平塚がスカウトし育てた者達であり、平塚の功績は大きいものがある。